# PinkPantheress

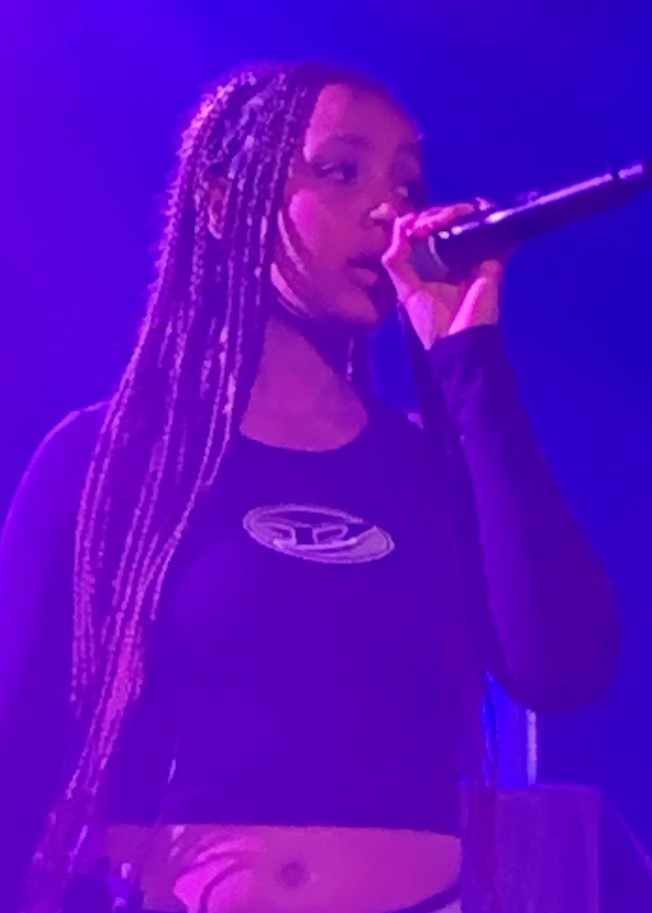
PinkPantheress (2022)

PinkPantheress (* 19. April 2001 in Bath als Victoria Beverley Walker) ist eine englische Popmusikerin. 2021 hatte sie in England ihren Durchbruch mit dem Song Pain und im englischsprachigen Raum mit dem Mixtape To Hell with It.

## Biografie
Victoria Walker war in ihrer Jugend Sängerin einer Coverband. In den höheren Klassen begann sie, eigene Songs zu schreiben, und mit der Software GarageBand produzierte sie sie auf dem Computer. Mit 19 Jahren begann sie dann, als PinkPantheress Songschnipsel bei TikTok hochzuladen. Anfang 2021 stellte sich dort der Erfolg ein, so dass die Label Parlophone und Elektra Records auf sie aufmerksam wurden und sie unter Vertrag nahmen.
Typisch für sie sind ihre kurzen Pop-/Rocksongs mit UK-Garage- und Drum-and-Bass-Beats, die selten länger als 2 Minuten sind. Ihr erster Charthit war im Juli 2021 der 1:38-Minuten-lange Song Pain, der auf Anhieb in die Top 40 der britischen Charts kam. Er enthält ein Sample von Flowers von Sweet Female Attitude, ein UK-Garage-Hit aus dem Jahr 2000. Mit Passion und Break It Off folgten zwei kleinere Hits, die es auch in die US-Rockcharts schafften.
Mit Just for Me, produziert von Mura Masa, hatte sie noch einen zweiten Top-40-Hit, bevor im Oktober ihr Debüt-Mixtape To Hell with It erschien. Es enthält 10 Songs mit insgesamt nur 18:36 Minuten Spielzeit. Es stieg in ihrer Heimat auf Platz 20 ein und kam trotz des typisch britischen Musikstils sogar auf Platz 73 der offiziellen US-Albumcharts.
Zum Jahreswechsel wurde sie beim Sound of 2022 der BBC auf Platz 1 gesetzt.

## Diskografie
Studioalben

| Jahr | Titel Musiklabel        | Höchstplatzierung, Gesamtwochen, AuszeichnungChartplatzierungen (Jahr, Titel, Musiklabel, Platzierungen, Wochen, Auszeichnungen, Anmerkungen) | Höchstplatzierung, Gesamtwochen, AuszeichnungChartplatzierungen (Jahr, Titel, Musiklabel, Platzierungen, Wochen, Auszeichnungen, Anmerkungen) | Höchstplatzierung, Gesamtwochen, AuszeichnungChartplatzierungen (Jahr, Titel, Musiklabel, Platzierungen, Wochen, Auszeichnungen, Anmerkungen) | Höchstplatzierung, Gesamtwochen, AuszeichnungChartplatzierungen (Jahr, Titel, Musiklabel, Platzierungen, Wochen, Auszeichnungen, Anmerkungen) | Höchstplatzierung, Gesamtwochen, AuszeichnungChartplatzierungen (Jahr, Titel, Musiklabel, Platzierungen, Wochen, Auszeichnungen, Anmerkungen) | Anmerkungen                                                |
| Jahr | Titel Musiklabel        | DE | AT | CH | UK | US | Anmerkungen                                                |
| ---- | ----------------------- | --- | --- | --- | --- | --- | ---------------------------------------------------------- |
| 2023 | Heaven Knows Parlophone | — | — | CH84 (1 Wo.)CH | UK28 (1 Wo.)UK | US61 (2 Wo.)US | Erstveröffentlichung: 10. November 2023 Verkäufe: + 40.000 |